# Іщенко Дмитро Миколайович
Дмитро́ Микола́йович І́щенко — український військовослужбовець, підполковник 124 ОБрТрО Збройних сил України, учасник російсько-української війни. Лицар ордена Богдана Хмельницького III ступеня (2022).

## Життєпис
Від 2018 року — командир 124-ї окремої бригади територіальної оборони.
Після того, як російські окупанти 2022 року захопили Херсон, підполковник Дмитро Іщенко ще тривалий час залишався в місті й виконував бойові завдання. У травні 2022 року дістав наказ виходити в Миколаїв.

## Нагороди
- орден Богдана Хмельницького III ступеня (8 березня 2022) — за особисту мужність і самовіддані дії, виявлені у захисті державного суверенітету та територіальної цілісності України, вірність військовій присязі[5].